# 빌나현

빌나현의 문장

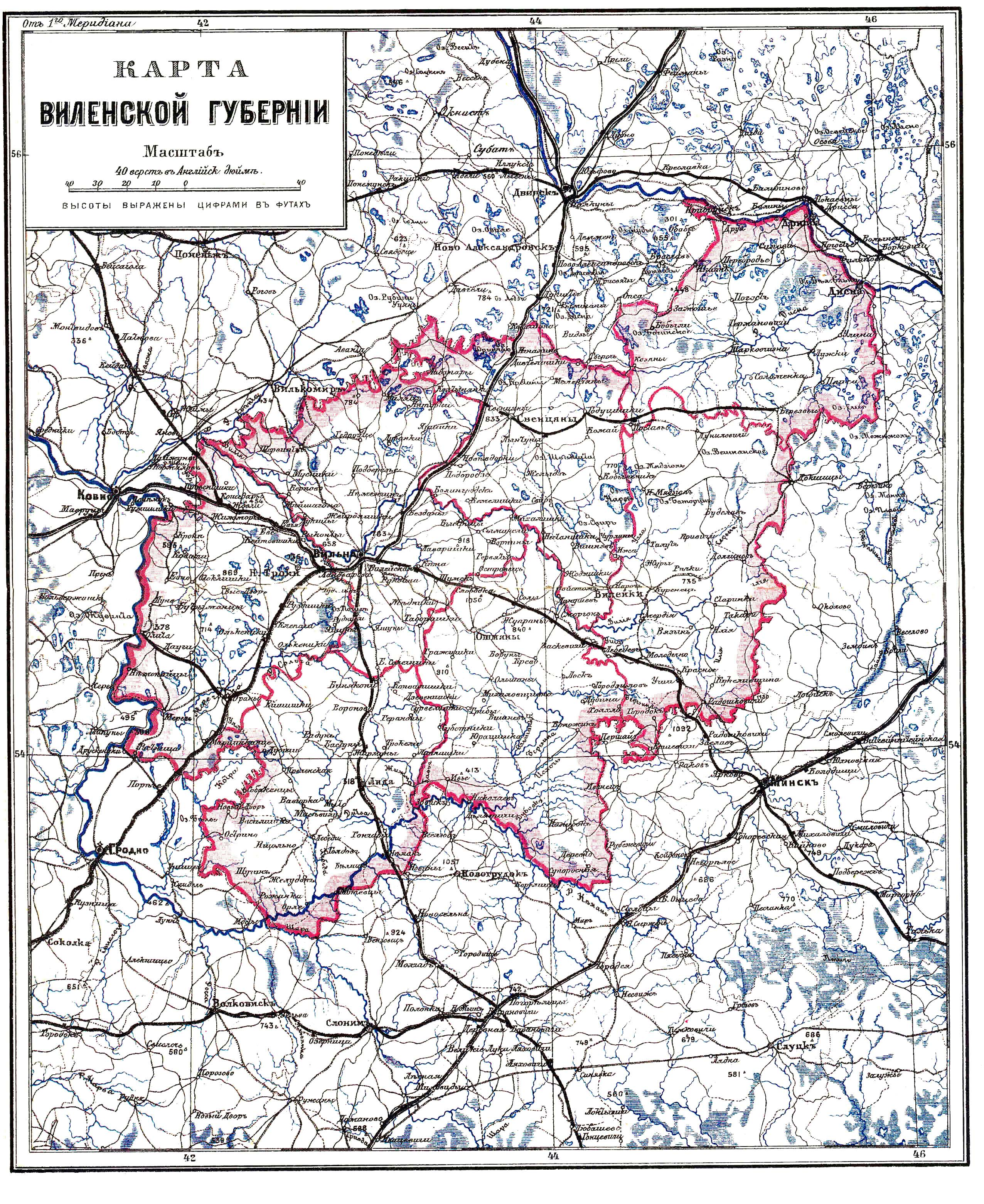
빌나현의 지도

빌나현(러시아어: Ви́ленская губе́рния, 리투아니아어: Vilniaus gubernija)은 러시아 제국에 위치해 있었던 현으로 면적은 41,907km2, 인구는 1,591,207명(1897년 당시 기준)이었다. 코브노현, 그로드노현, 민스크현, 모길료프현, 비텝스크현과 함께 세베로자파드니 지방에 속했다. 1795년부터 1917년까지 현재의 리투아니아에 존재했으며 중심지는 빌나(현재의 빌뉴스)였다.

## 행정 구역
행정 구역은 브라슬랍스키읍, 빌렌스키읍, 빌코미르스키읍, 자빌레이스키읍, 코벤스키읍, 오시먄스키읍, 로시옌스키읍, 텔솁스키읍, 트록스키읍, 우피츠키읍(포네베시스키읍), 샤벨스키읍으로 구성되어 있었다.
1843년에 일부가 코브노현에 속하게 되었고, 빌렌스키읍, 오시먄스키읍, 스벤챤스키읍(자빌레이스키읍), 트록스키읍 중에서 그로드노현에 속했던 리츠키, 민스크현에 속했던 빌레이스키읍과 디스넨스키읍이 빌나현으로 통합되었다.

## 인구
1904년의 인구는 1,774만명이었다. 60%가 가톨릭교를, 25%가 동방 정교회를 믿었다.
| 민족         | %     |
| ------------ | ----- |
| 벨라루스인   | 56%   |
| 리투아니아인 | 17,5% |
| 유대인       | 12,7% |
| 폴란드인     | 8%    |
| 러시아인     | 5%    |
| 타타르족     | 0,14% |